# Stazione di Senorbì (fermata)
La stazione di Senorbì è una fermata ferroviaria al servizio del comune di Senorbì, lungo la ferrovia Cagliari-Isili.

## Storia
La fermata venne realizzata dalle Ferrovie della Sardegna negli anni novanta nella periferia nord-orientale di Senorbì dinanzi al locale campo sportivo, con lo scopo di servire in particolare gli studenti pendolari di un vicino istituto tecnico.
Nel 2010, anno anche del passaggio della struttura alla gestione dell'ARST, la fermata fu sottoposta ad interventi di adeguamento eseguiti durante la temporanea chiusura della ferrovia per la sostituzione dell'armamento: i lavori riguardarono in particolare lo smantellamento della banchina originaria della fermata, sostituita da una di maggiore lunghezza e dotata di impianto di illuminazione.

## Strutture e impianti
La fermata di Senorbì, di tipo passante, comprende il solo binario di corsa a scartamento da 950 mm, affiancato da una banchina dalla lunghezza di circa cento metri.

## Movimento
L'impianto è classificato come fermata a richiesta, ed è servito dai treni dell'ARST, con relazioni (espletate solo nei giorni feriali) aventi capolinea a Monserrato, Mandas e Isili.